# Districte de Lure
El Districte de Lure és un dels dos districtes del departament francès de l'Alt Saona, a la regió de Borgonya-Franc Comtat. Té 13 cantons i 190 municipis. El cap del districte és la sotsprefectura de Lure.

## Història
El districte de Lure va ser creat el 1800. El gener de 2017 va guanyar cinc comunes del districte de Vesoul, i va perdre tres comunes al districte de Vesoul.
Com a conseqüència de la reorganització dels cantons de França que va entrar en vigor el 2015, les fronteres dels cantons ja no estan relacionades amb les fronteres dels districtes. Els cantons del districte de Lure eren, a partir de gener de 2015:
Cantó de Champagney - cantó de Faucogney-et-la-Mer - cantó de Héricourt-Est - cantó de Héricourt-Oest - cantó de Lure-Nord - cantó de Lure-Sud - cantó de Luxeuil-les-Bains - cantó de Mélisey - cantó de Saint-Loup-sur-Semouse - cantó de Saint-Sauveur - cantó de Saulx - cantó de Vauvillers - cantó de Villersexel